# Oleszczyn
Oleszczyn (ukr. Олещин), hist. Walewszczyzna, Waleszczyzna, Oleszczyna – wieś na Ukrainie w rejonie tłumackim obwodu iwanofrankiwskiego.
W II RP przysiółek Waleszczyzna w gminie Chocimierz, w powiecie tłumackim, w województwie stanisławowskim.